# Margaret E. Reesor
Margaret Elaine Reesor (* 3. Mai 1924 in Toronto, Kanada; † 21. Januar 2010 in Kingston, Ontario, Kanada) war eine kanadische Klassische Philologin und Philosophiehistorikerin.
Nach dem B.A. 1945 und dem M.A. 1946 an der Universität Toronto wurde Reesor 1951 am Bryn Mawr College zum Ph.D. in Classics promoviert. Von 1950 bis 1953 war sie Instructor am Wells College, von 1954 bis 1958 am Woman’s College der University of North Carolina, von 1958 bis 1960 an der University of North Carolina at Chapel Hill. Nach einem Jahr als Assistant Professor an der University of Kentucky wechselte sie an die Queen’s University in Kingston, Ontario, Kanada, wo sie von 1961 bis 1963 Lektorin, von 1967 bis 1975 Assistant und dann Associate Professor und von 1975 bis zum Eintritt in den Ruhestand 1987 Professor of Classics war. Sie war außerdem zweimal Visiting Fellow an der Princeton University (1973–1974 und 1980–1981).
Reesor arbeitete im Wesentlichen zu Geschichte und Philosophie der frühen und mittleren Stoa. Eine Reihe von Aufsätzen widmete sie auch dem Vorsokratiker Anaxagoras.

## Schriften (Auswahl)
Monographien
- The Nature of Man in Early Stoic Philosophy. St. Martin’s Press, New York / Duckworth, London 1989, (Digitalisat).
- The Political Theory of the Old and Middle Stoa. New York 1951.

Artikel zur Stoa
- The Stoic Wise Man. In: Proceedings of the Boston Area Colloquium in Ancient Philosophy V, 1991, S. 107–123.
- On the Stoic Goods in Stobaeus, Eclogae 2. In: William Wall Fortenbaugh (Hrsg.), On Stoic and Peripatetic Ethics. The Work of Arius Didymus. Transaction Books, New Brunswick 1983, Nachdruck 2003, S. 75–84.
- Necessity and Fate in Stoic Philosophy. In: John Michael Rist (Hrsg.), The Stoics. University of California Press, Berkeley 1978, S. 187–202.
- Ποιόν and ποιότης in Stoic Philosophy. In: Phronesis 17, 1972, S. 279–285.
- Fate and Possibility in Early Stoic Philosophy. In: Phoenix 19, 1965, S. 285–304.
- The Stoic Categories. In: American Journal of Philology 78, 1957, S. 63–82.
- The Stoic Concept of Quality. In: American Journal of Philology 75, 1954, S. 40–58.
- The ‘Indifferents’ in the Old and Middle Stoa. In: Transactions and Proceedings of the American Philological Association 82, 1951, S. 102–110.